# Alfred García Castillo
Alfred García Castillo   (el Prat de Llobregat, 14 de març de 1997), també conegut monònimament com a Alfred, és un cantant, productor, compositor i multiinstrumentista català. Es va donar a conèixer per la seva participació en el concurs musical de TVE Operación Triunfo 2017, on va arribar fins a la final i va quedar com a quart classificat.
Alfred, al costat de la seva companya Amaia Romero van representar Espanya al Festival d'Eurovisió de l'any 2018 amb «Tu canción», composta per Raúl Gómez i Sylvia Ruth Santoro, i acabaren en el 23è lloc.
Ha publicat dos àlbums d'estudi, 1016 i 1997.

## Biografia
Alfred García va néixer el 14 de març de 1997 a la localitat del Prat de Llobregat, Barcelona. Fill de Maria Jesús i Alfredo, Alfred va ser estudiant de comunicació audiovisual, a més de cursar el nivell superior de jazz i música moderna en el Taller de Músics de Barcelona.
Des de petit toca diferents instruments musicals, com el trombó, la guitarra, la bateria o el teclat. Ha autoeditat tres discos i ha compost la banda sonora d'un llargmetratge. Entre els seus cantants preferits hi ha Michael Jackson o Salvador Sobral.
Ha creat i liderat la seva primera empresa de management Salvar A Los Pingüinos juntament amb la seva pròpia carrera artística i discogràfica.
A més, és soci fundador de la Cooperativa Esperanzah del Festival Esperanzah, ambaixador de Proactiva Open Arms i representant de la iniciativa ecologista Adidas: Run for the oceans, entre d'altres accions socials i tasques solidàries.

## Carrera musical

### Inicis
Va començar a cantar en bars musicals a l'estiu del 2011 amb tan sols catorze anys a Palafrugell, Palamós i Castell-Platja d'Aro. El 2012, amb quinze anys, va publicar el seu primer disc produït per ell, titulat Beginning i amb disset, gràcies al projecte musical i cultural La Capsa, va gravar el seu primer senzill, She looks so beautiful, compost per ell i produït pel músic argentí Esteban García, amb qui va guanyar el premi del públic al festival Cara B.

### 2016:La Voz
El 2016, l'Alfred va participar en les audicions a cegues del concurs musical de Telecinco La voz, on després de cantar el tema "Waiting on the World to Change" no va ser seleccionat per cap coach, i no va poder continuar en el concurs.

### 2017-2018:Operación TriunfoiEurovisió
El 2017, Alfred es va presentar als càstings d'Operación Triunfo i va ser selecionat per entrar en l'Acadèmia. Durant el concurs, Alfred va destacar per la seva dolça veu i va aconseguir arribar a la final del concurs, on va acabar com a quart classificat. Durant el seu pas pel programa va interpretar a artistes com ara Ryan Gosling, Álvaro Soler, Salvador Sobral, Harry Styles, Manolo García, Tony Bennet, Vetusta Morla, Armando Manzanero, Ray Charles o Rihanna.
Com a finalista, va ser candidat a representar Espanya al Festival d'Eurovisió de 2018 amb dos temes: l'individual "Que nos sigan las luces" i un altre al costat de la seva companya Amaia Romero, anomenat "Tu canción", amb el qual van ser selecionats per anar a cantar el mes de maig a Lisboa, on van quedar en 23a posició, de 26 països, amb 61 punts (43 del jurat professional i 18 del televot).

### 2018-2021:1016, primer àlbum d'estudi i1016 Tour
Durant la seva trajectoria per Operación Triunfo, l'Alfred ja va anunciar que quan estigués fora de l'acadèmia faria el seu primer treball discogràfic anomenat 1016 (com a referència al seu número de càsting d'Operación Triunfo) i distribuït per Universal Music.
D'altra banda, el 9 de maig, el cantautor anuncià un "test tour" o "gira de prova", és a dir, una gira de concerts on mostraria al públic els temes candidats a ser inclosos al seu àlbum debut. Aquesta serà realitzada principalment per festivals celebrats a Espanya durant l'estiu de 2018. Aquesta gira dugué el nom de 1016 is coming Tour.
Aquest àlbum va sortir el 14 de desembre de 2018, en el qual s'hi pot trobar el single De La Tierra Hasta Marte, complementat amb altres 15 cançons, Que Nos Sigan Las Luces, Londres, Wonder, La Ciudad, 1016, Madrid, Barcelona, Et Vull Veure, Volver A Empezar, Sevilla, No Cuentes Conmigo, Lo Que Puedo Dar, Por Si Te Hace Falta, Let Me Go i l'Himno Del Prat.
Durant l'any 2019, va realitzar el 1016 Tour, que va passar per diferents ciutats de l'Estat Espanyol, entre elles, Barcelona, Girona, Sevilla, Madrid o Saragossa. El 1016 Tour va finalitzar el 09 de novembre de 2019 al Sant Jordi Club davant més de 4.000 persones.

### 2021:1997, segon àlbum d'estudi
El dia 21 de desembre del 2020 va anunciar per les seves xarxes socials que tornaria a la música després d'un temps sense activitat musical. El dia 15 de gener de 2021 es va publicar Los Espabilados. La primera cançó del seu segon treball i cançó original de la sèrie Los Espavilados, creada per Albert Espinosa.
El 17 de juny del mateix 2021 va anunciar, també per mitjà de les seves xarxes socials que publicaria una setmana després el segon senzill per al seu proper àlbum, i el 25 de juny es va estrenar Praia dos Moinhos.
No va passar ni un mes perquè Alfred anunciés l'últim senzill abans de l'àlbum. El 16 de juliol va anunciar Toro de Cristal, que es va estrenar el 27 de juliol.
El 2 d'octubre va anunciar la portada i el títol del disc: 1997, que es va estrenar el 29 d'octubre, amb diversos Lyric Video a YouTube.

### 2022:Benidorm FestiTu Cara Me Suena
El 26 d'octubre del 2022, se'n va anunciar la participació en el Benidorm Fest 2023, celebrat per a seleccionar la candidatura representant d'Espanya al Festival de la Cançó d'Eurovisió d'aquell any. Amb tot, no va passar de la segona semifinal.
L'any 2022 va provar sort al programa d'Antena 3 Tu Cara Me Suena 10 on està fent imitacions d'artistes com Coldplay, Stephen Sanchez, Zac Efron a la seva època High School Musical i Michael Jackson, un dels seus grans referents.

### 2024:Eufòria TV3
El 2024 es va anunciar que seria jurat de la tercera edició del talent show musical de TV3, Eufòria.

## Trajectòria en televisió

### Programes de televisió
| Any         | Programa                              | Canal     | Notes                                      |
| ----------- | ------------------------------------- | --------- | ------------------------------------------ |
| 2016        | La Voz                                | Telecinco | Aspirant                                   |
| 2017 - 2018 | Operación Triunfo                     | La 1      | Concursant                                 |
| 2018        | Festival de la Cançó d'Eurovisió 2018 | La 1      | Representant d'Espanya junt a Amaia Romero |
| 2022        | Tu Cara Me Suena 10                   | Antena 3  | Concursant                                 |
| 2024        | Eufòria 3                             | TV3       | Jurat                                      |